# Ключевой (Иркутская область)
Ключевой — посёлок в Тулунском районе Иркутской области России. Входит в состав Будаговского муниципального образования. Находится примерно в 26 км к западу от районного центра — города Тулун.

## Население
| 2002 | 2010 | 2011 | 2012 |
| ---- | ---- | ---- | ---- |
| 46   | ↗96  | →96  | ↘81  |

По данным Всероссийской переписи, в 2010 году в посёлке проживало 96 человек (55 мужчин и 41 женщина).